# Val della Torre
Val della Torre (piemontesisch Val dla Tor) ist eine Gemeinde in der italienischen Metropolitanstadt Turin (TO), Region Piemont.

## Lage und Einwohner
Val della Torre liegt 25 km nordwestlich von Turin im Val Casternone. Das Gemeindegebiet umfasst eine Fläche von 36 km² und hat 3970 Einwohner (Stand 31. Dezember 2023). Die Nachbargemeinden sind Viù, Varisella, Rubiana, Givoletto, San Gillio, Almese, Caselette und Alpignano.

## Geschichte

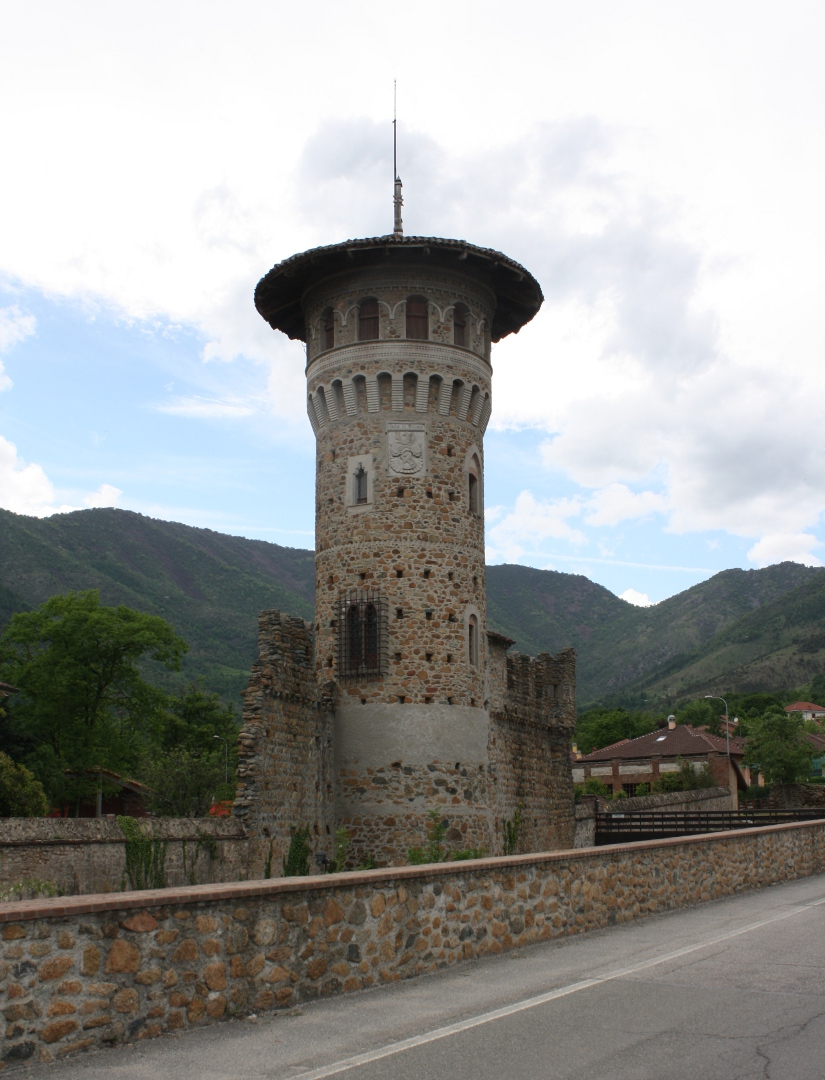
La Torre

Die menschliche Besiedlung im Gebiet des Val della Torre reicht mindestens bis in die Römerzeit zurück, doch in der Nähe der Caselette-Seen, an der Mündung des Tals in die Ebene, wurden auch Überreste eines Dorfes aus der Bronzezeit gefunden. Im frühen Mittelalter gab es in der Nähe von Brione ein Benediktinerkloster, das San Martiniano gewidmet war. Nach dessen Niedergang wurde im 13. Jahrhundert in Brione das Kloster Santa Maria della Spina gegründet. Es war ein Zisterzienserinnenkloster, das sich insbesondere an die damalige Turiner Aristokratie und Bourgeoisie richtete. Die Klosterkirche ist noch vorhanden, während das Kloster zu Beginn des 17. Jahrhunderts aufgelöst wurde.
Im 18. Jahrhundert, während des Spanischen Erbfolgekrieges, war das Val Casternone das Zentrum von Auseinandersetzungen, die unter anderem zur Zerstörung der Burg durch die Franzosen führten, die den Zugang zu den Hügeln Lunella und Portia kontrollierte und von deren wenigen Überresten es sich handelt heute noch sichtbar in der Nähe des Weilers Castello. Im 20. Jahrhundert kam es in der Gegend zu umfangreichen Aufforstungs- und Forstverbesserungsarbeiten.
Der Widerstand im Zweiten Weltkrieg brachte Zusammenstöße und Überfälle in das Tal, die mehreren Partisanen das Leben kosteten.
In den 1970er Jahren wurde die Gemeinde Teil der Berggemeinschaft Val Ceronda und Casternone.